# Argyranthemum broussonetii
Argyranthemum broussonetii es una especie de planta herbácea perteneciente a la familia de las asteráceas, originaria de las Islas Canarias.

## Descripción
Argyranthemum broussonetii es un endemismo del que se diferencian dos subespecies: ssp. broussonetii, en Tenerife y ssp. gomerensis Humphries, en La Gomera. Se trata de un arbusto robusto y denso, de hasta 120 cm de altura, con hojas largas de hasta 16 cm, obovado-elípticas, bipinnatífidas o raramente bipinnatisectas, glabras o con algunos pelos sobre el nervio central. Las inflorescencias son corimbosas, con unos 30 capítulos de 1,2-2,2 cm de ancho, lígulas blancas. Cipselas exteriores obcónicas, normalmente bialadas y vilano coroniforme. 

## Taxonomía
Argyranthemum broussonetii fue descrita por  (Pers.) Humphries y publicado en Bull. Brit. Mus. (Nat. Hist.), Bot. 5(4): 214. 1976.
Etimología
Argyranthemum procede del griego argyros, que significa plateado y anthemom, que significa planta de flor, aludiendo a sus flores radiantes pálidas.
broussonetii: dedicada a Pierre Marie Auguste Broussonet (1761-1807), científico francés y cónsul en Tenerife; posteriormente profesor de botánica en Montpellier.
Sinonimia
- Chrysanthemum broussonetii Pers. (1807) basónimo
- Argyranthemum broussonetii subsp. broussonetii
- Ismelia broussonetii Sch.Bip.
- Argyranthemum broussonetii subsp. gomerense Humphries (1976)[2]

## Nombres comunes
Se conoce como "margarita de monte".